# Kyongae Chang
Kyongae Chang (en coréen 장경애), née le 5 septembre 1946 à Séoul, est une astrophysicienne sud-coréenne. Elle est connue pour ses travaux sur les lentilles gravitationnelles, dont la lentille de Chang-Refsdal, qu'elle a réalisés avec Sjur Refsdal. Elle est membre de l'Union astronomique internationale.

## Carrière
De 1969 à 1971, elle travaille comme ingénieure de recherche sur l'astrométrie des étoiles binaires avec Peter van de Kamp et Wulff-Dieter Heintz à l'observatoire de Sproul du Swarthmore College. De 1975 à 1980, elle passe un doctorat en sciences naturelles à l'Université de Hambourg, à la fin duquel elle réalise la lentille Chang-Refsdal. Son travail est publié dans la revue Nature en 1979. 
Elle retourne en Corée du Sud en 1985. Elle enseigne et dirige ses recherches à l'université de Cheongju.